# Nátrium-jodát
A nátrium-jodát a jódsav nátriumsója, képlete NaIO3. Oxidálószer. Redukálószerekkel vagy éghető anyagokkal érintkezve meggyulladhat.

## Előállítása
Elő lehet állítani nátriumtartalmú bázis, például nátrium-hidroxid és jódsav reakciójával:
HIO3 + NaOH → NaIO3 + H2O
De elő lehet állítani jód és forró, tömény nátrium-hidroxid vagy nátrium-karbonát oldatának reakciójával:
3 I2 + 6 NaOH → NaIO3 + 5 NaI + 3 H2O

## Reakciói
A nátrium-jodát nátrium-perjodáttá oxidálható vízben oldott hipokloritokkal vagy más erős oxidálószerekkel:
NaIO3 + NaOCl →  NaIO4 + NaCl

## Veszélyei
A nátrium-perjodátot nem érheti hő, ütés vagy súrlódás. Nem kerülhet érintkezésbe a következő vegyületekkel: gyúlékony anyagok, redukáló anyagok, alumínium, szerves vegyületek, szén, hidrogén-peroxid, szulfidok.

## Fordítás
Ez a szócikk részben vagy egészben  a   Sodium iodate című angol Wikipédia-szócikk ezen változatának fordításán alapul.  Az eredeti cikk szerkesztőit annak laptörténete sorolja fel. Ez a jelzés csupán a megfogalmazás eredetét és a szerzői jogokat jelzi, nem szolgál a cikkben szereplő információk forrásmegjelöléseként.